# Province de Sóc Trăng
Sóc Trăng est une des provinces du Delta du Mékong au Viêt Nam.
Sóc Trăng est l'adaptation de (Srok) Khleang (ស្រុកឃ្លាំង), le dépôt/grenier, nom de la province en khmer.

## Administration
La province a deux villes Sóc Trăng, Vĩnh Châu et neuf districts :

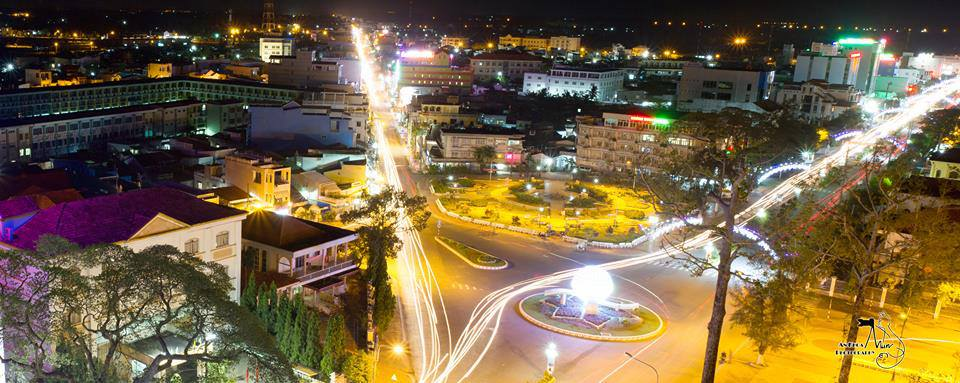
Soc Trang ville

1. Kế Sách
2. Long Phú
3. Cù Lao Dung
4. Mỹ Tú
5. Mỹ Xuyên
6. Thạnh Trị
7. Ngã Năm
8. Châu Thành
9. Trần Đề